# Райчихинск
Райчи́хинск — город (с 4 мая 1944) в России, в Амурской области, в 165 км к юго-востоку от Благовещенска. Крупный центр угледобычи и энергетики на Дальнем Востоке.
Население — 15 860 чел. (2023).
Распоряжением Правительства РФ от 29 июля 2014 года № 1398-р «Об утверждении перечня моногородов» муниципальное образование включено в категорию «Монопрофильные муниципальные образования Российской Федерации (моногорода) с наиболее сложным социально-экономическим положением».

## География
Город Райчихинск расположен к юго-востоку от областного центра города Благовещенск.
В 10 км западнее протекает река Райчиха, река Бурея протекает в 25 км восточнее города.
Примерно в 50 км северо-восточнее Райчихинска проходит Транссибирская магистраль и федеральная автотрасса «Амур» (Чита — Хабаровск).
От Транссибирской магистрали (от станции Бурея Забайкальской железной дороги) к Райчихинску идёт железнодорожная линия (через пос. Прогресс).
Из Райчихинска — выезд на федеральную автотрассу «Амур»:
в западном направлении — через Завитинск;
в восточном направлении — через Прогресс на пос. Бурея или на Новобурейский.

## История
Основан в 1932 году как посёлок Райчи́ха, названный по реке Райчиха (левый приток Амура). 23 мая 1944 года рабочий посёлок Райчихинск получил статус города областного подчинения.

## Климат
- Среднегодовая температура воздуха — 0,5 °C
- Относительная влажность воздуха — 68,1 %
- Средняя скорость ветра — 3,2 м/с

| Янв      | Фев      | Мар      | Апр    | Май     | Июн     | Июл     | Авг     | Сен     | Окт    | Ноя      | Дек      | Год    |
| −22,2 °C | −17,6 °C | −10,1 °C | 2,3 °C | 10,7 °C | 17,6 °C | 20,3 °C | 18,4 °C | 11,9 °C | 2,3 °C | −10,1 °C | −19,3 °C | 0,5 °C |
| -------- | -------- | -------- | ------ | ------- | ------- | ------- | ------- | ------- | ------ | -------- | -------- | ------ |

## Население
| 1939    | 1959    | 1967    | 1970    | 1979    | 1989    | 1992    | 1996    | 1998    | 2000    | 2001    | 2002    |
| ------- | ------- | ------- | ------- | ------- | ------- | ------- | ------- | ------- | ------- | ------- | ------- |
| 3840    | ↗27 456 | ↘27 000 | ↘25 157 | ↗28 060 | ↘27 873 | ↘27 000 | ↗27 100 | ↘26 900 | ↘26 500 | ↘25 900 | ↘24 498 |
| 2003    | 2005    | 2006    | 2007    | 2008    | 2009    | 2010    | 2011    | 2012    | 2013    | 2014    | 2015    |
| ↗24 500 | ↘23 700 | ↘23 500 | ↘23 300 | ↘22 900 | ↘22 607 | ↘20 534 | ↘20 482 | ↘20 199 | ↘19 962 | ↘18 107 | ↘17 874 |
| 2016    | 2017    | 2018    | 2019    | 2020    | 2021    | 2023    |         |         |         |         |         |
| ↘17 783 | ↘17 590 | ↘17 372 | ↘17 098 | ↘16 784 | ↘15 797 | ↗15 860 |         |         |         |         |         |

На 1 января 2025 года по численности населения город находился на 755-м месте из 1124 городов Российской Федерации.

## Экономика
Город является важным центром угольной промышленности (добыча бурого угля открытым способом). Крупнейшим предприятием города является АО «Амурский уголь» (разрезы «Северо-Восточный» и «Ерковецкий», участок «Контактовый»). Функционируют также и малые угледобывающие предприятия: ООО «Альянс», ООО «Бахран», ООО «Геккон». В городе размещены обслуживающие производства: ремонтно-механический завод по ремонту горного оборудования. Ранее в городе также функционировали мебельная, обувная и швейная фабрики, пивзавод и молокозавод.
Железнодорожная станция (грузовая и пассажирская станции закрыты в начале 2012 года), недействующий аэропорт.

## Инфраструктура
- В городе работает краеведческий музей, открывшийся в 1967 году. В музее представлены две постоянные экспозиции: история военного периода 1941—1945 гг. и история города Райчихинска, особое место в которой занимают экспонаты, связанные с угледобывающей отраслью.[29].

## Люди, связанные с городом
Герои Социалистического труда:
- Беляев Ф.А. — машинист экскаватора 14/75 № 12 Юго-Западного разреза.
- Веремеенко А.Ф. — механик экскаватора ЭШ 14/75 № 12 Юго-Западного разреза.
- Каньшин И И. — секретарь партийной организации Северо-Восточного разреза.
- Лексин Н.С. — бригадир экскаватора ЭШ 15/90 № 5 Юго-Западного разреза.
- Тесля ГА. — бригадир экскаватора ЭШ 15/90 № 12 Северо-Восточного разреза, полный кавалер ордена ордена Трудовой Славы.
- Толстоногов И.П. — машинист экскаватора ЭШ 14/75 № 14 Северо-Восточного разреза.
- Царьков А.И. — горный мастер.

## Памятники
- Памятник В. И. Ленину, установленный на центральной площади города в 1960 году. Автор Е. В. Вучетич.
- Памятник-скульптура Ленин-гимназист. Установлен в 1958 году в парке — Дома научно-технической информации.
- Памятник-символ Героям социалистического труда «Ковш». Установлен в 1988 году в сквере на улице Победы. Автор — художник Звягин В. И. Установлен в ознаменование открытия и развития Кивдо-Райчихинского буроугольного месторождения. В 2019 году проведена реконструкция памятника.
- Памятник сантехнику города Райчихинска. Установлен 19 ноября 2021 года силами местной управляющей организации ООО «СМУ»[30].
- Горельеф святых Петра и Февронии. Мраморный монумент открыт в 2015 году во дворе храма Владимирской иконы Божией Матери и стал третьим памятником благоверным муромским князьям, установленным в Амурской области[31].
- Мемориал пограничникам. Открыт в мае 2018 года и посвящен столетнему юбилею Пограничных войск России. Расположен в центре города на Мемориальном комплексе райчихинцам, погибшим в годы ВОВ[32].
- Памятник-обелиск воинам-райчихинцам, погибшим в годы ВОВ. Авторы Киреев, художник В. И. Звягин. Открыт 9 мая 1984 года к 40-летию города. На мемориальной доске перечислены 287 фамилий воинов-райчихинцев, погибших в годы войны.
- Обелиск «Слава труду» сооружен в честь 50-летия Великой Октябрьской социалистической революции в поселке Широкий. В 1967 году 4 ноября заложена капсула с письмом-обращением к потомкам. Вскрыть в 2017 году. Автор В. И. Стеблецов.
- Мемориальная плита Д. Я. Зельвину. Установлена в 1989 году в поселке Зельвино.